# Les Incorruptibles défient la mafia
Pour plus de détails, voir Fiche technique et Distribution.
Les Incorruptibles défient la mafia (Il sasso in bocca) est un film italien réalisé par Giuseppe Ferrara et sorti en 1970.
Le consultant historique sur le plateau était Michele Pantaleone, qui a également écrit un ouvrage ayant inspiré le film.

## Synopsis
Il s'agit d'un film de dénonciation de la mafia sicilienne, tourné dans le style docudrame en mêlant images d'archives et reconstitutions avec des acteurs, qui relate certains événements de l'histoire sicilienne et reprend également la thèse de la collaboration entre la mafia italo-américaine et les Alliés pour le débarquement en Sicile en 1943, les imbroglios politiques et la mort d'Enrico Mattei.

## Fiche technique
- Titre italien : Il sasso in bocca[1]
- Titre français : Les Incorruptibles défient la mafia ou Les Incorruptibles contre la maffia ou Le Dossier secret de la mafia ou Une pierre dans la bouche[2]
- Réalisateur : Giuseppe Ferrara
- Scénario : Giuseppe Ferrara, Michele Pantaleone
- Photographie : Luigi Quattrini
- Montage : Giuseppe Ferrara
- Musique : Vittorio Gelmetti (it)
- Décors : Gianfrancesco Ramacci
- Costumes : Rosanna Andreoni
- Production : Gigi Martello
- Société de production : Cine Ros
- Pays de production :  Italie
- Langue originale : italien
- Format : Couleur et noir et blanc
- Durée : 85 minutes
- Genre : Policier
- Dates de sortie :
  - Italie : 1970 (visa délivré le 26 septembre 1970)
  - France : 4 août 1976[2]

## Distribution
- Giuseppe Di Bella : Calcedonio Di Pisa
- Accursio Di Leo : Michele Navarra
- Franca Sciutto
- Bill Vanders : Lucky Luciano
- Vito Zappalà
- Benedetto Colajanni : Procureur O'Dweyer
- Gianni Solaro : Procureur Helfand
- Tom Felleghy : Moïse Poliakoff
- Carlo Hintermann : 1er intervenant à la télévision
- Aldo Bonamano
- Carlo Delle Piane :
- Riccardo Paladini : 2e intervenant à la télévision
- John Francis Lane : journaliste
- Achille Millo : voix du narrateur

## Titre
Le titre original Il sasso in bocca, parfois traduit littéralement en français Une pierre dans la bouche provient d'une ancienne coutume de la mafia qui consistait à placer une pierre dans la bouche des hommes qu'elle assassinait parce qu'ils étaient soupçonnés d'avoir « ouvert la bouche » aux autorités chargées de l'ordre public, en guise d'avertissement à la population locale.

## Tournage
Le tournage du film s'est déroulé à Villalba et Marianopoli dans la province de Caltanissetta, à Palerme, New York et Las Vegas (Nevada).